# Paste

paste (от англ. paste — вставка) — команда Unix, предназначенная для вставки колонок. Программа рассматривает файлы, как вертикальные колонки, соединяет их и выводит в стандартный поток вывода.

## Синтаксис
paste [-s] [-d разделитель] file
- [-s] — меняет положение строк со столбцами;
- [-d разделитель] — меняет разделитель на указанный (по умолчанию TAB).